# Hans Kones Veninde
Hans Kones Veninde er en dansk stumfilm fra 1919, der er instrueret af Lau Lauritzen Sr..

## Handling
Denne artikel mangler et handlingsreferat. Hjælp os med at skrive det.

## Medvirkende
- Lauritz Olsen - Fabrikant Rank
- Ingeborg Bitter - Ranks ægteviede
- Gudrun Bruun Stephensen - Lilli, Ranks datter
- Olga Svendsen - Bertha, Lillis veninde
- Anton de Verdier - Kai Wenge